# Mir Mahmud Hotaki
Mir Mahmud Hotaki (1697-1725) fue un líder tribal pashtun que derrocó a la dinastía gobernante de los safávidas y se proclamó sah de Persia en 1722. 

## Subida al trono
Mir Mahmud Hotaki era el hijo mayor de Mirwais Kan Hotak, el líder de los ghilzai de Qandahar, en lo que es el sur de Afganistán. Cuando Mirwais murió en 1715 fue sucedido por su hermano Abd al-Aziz, pero los ghilzai persuadieron a Mahmud para que tomase el poder, y en 1717 derrocó y mató a su tío.

## Conquista de Persia
En 1720 Mahmud y los ghilzais derrotaron a sus rivales de la tribu afgana abdali. Envió a algunos de los jefes de los vencidos abdalis al Sah Soltan Hosein, quien le hizo gobernador de Qandahar. Sin embargo Mahmud ya había puesto en marcha una expedición en contra de Kermán, y en 1721 la ciudad fue sitiada, algo que ya había hecho en 1719. Tras fallar en este intento y en otro sitio puesto a Yazd a principios de 1722, Mahmud dirigió su atención a la capital del sah, Isfahán. 
En lugar de esperar dentro de la ciudad y resistir un sitio en el cual el pequeño ejército afgano era improbable que tuviese éxito, Soltan Hosein salió al encuentro de la fuerza de Mahmud entablándose la batalla Gulnabad. El 8 de marzo el ejército real fue derrotado y retrocedió en desorden a Isfahán. Aconsejaron al Sah que huyese a otras provincias para conseguir más tropas, pero él decidió permanecer en la sitiada capital- El asedio duró de marzo a octubre de 1722, ya que, a falta de artillería, Mahmud se vio obligado a recurrir a un largo bloqueo, con la esperanza de rendir por hambre a los persas. El mando de Soltan Hosein durante el sitio mostró su acostumbrada carencia de resolución, y la lealtad de sus gobernadores provinciales falló ante tal incompetencia. El hambre y las enfermedades finalmente forzaron Isfahán a la rendición (se estima que 80.000 de sus habitantes murieron durante el sitio). El 23 de octubre Soltan Hossein abdicó y reconoció a Mahmud como el nuevo sah de Persia.

## Reinado
En los primeros días de su gobierno Mahmud dio muestras de benevolencia, respetando a la familia real cautiva y suministrando alimentos a los hambrientos ciudadanos. Pero tuvo que hacer frente a un rival aspirante al trono cuando el hijo de Soltan Hosein, Tahmasp, se declaró Sah en noviembre. Mahmud envió un ejército contra la base de operaciones de Tahmasp, Qazvin. Tahmasp escapó del cerco y los afganos tomaron la ciudad, pero la población se sublevó en enero de 1723. La revuelta fue un éxito y Mahmud estaba preocupado por la reacción a la noticia cuando los supervivientes afganos regresaron a Isfahán. Temiendo una rebelión de sus súbditos persas, Mahmud invitó a los ministros y nobles a una reunión con falsos pretextos y los ejecutó, y lo mismo hizo con 3.000 soldados de la guardia real persa. Mientras, los otomanos y los rusos tomaron ventaja del caos existente en Persia para tomar territorios para sí mismos, lo que limitó la cantidad de territorio bajo el control de Mahmud.
El fracaso para imponer su dominio en Persia hizo de Mahmud un hombre deprimido y lleno de sospechas. Le preocupaba la lealtad de sus propios hombres, ya que muchos afganos preferían a su primo Ashraf. En febrero de 1725, en la creencia de un rumor de que uno de los hijos de Soltan Hosein, Safi Mirza, había escapado, Mahmud ordenó la ejecución de todos los demás príncipes safavis que estaban en sus manos, con la excepción del propio Soltan Hosein. Éste resultó herido al tratar de impedir la matanza, pero su acción inclinó a Mahmud a salvar la vida de dos de sus hijos pequeños. Mahmud comenzó a sucumbir a la locura y al deterioro físico. El 22 de abril de 1725 un grupo de funcionarios afganos liberaron a Ashraf de la prisión donde Mahmud le había confinado, y se puso en marcha una revolución palaciega que llevó a Ashraf al trono. Mahmud murió tres días más tarde, oficialmente debido a su enfermedad, aunque corrieron noticias sobre que había sido asesinado por asfixia.

### Citas
1. ↑  Axworthy: op. cit., pág. 38.
2. ↑  Axworthy: op. cit., pp. 39-55.
3. ↑  Axworthy: op. cit., pp. 64-65.
4. ↑  Axworthy: op. cit., pp. 65-67.